# Citronella mucronata
Citronella mucronata, conhecido popularmente como congonha-verdadeira, é uma planta nativa do Chile, onde é encontrada entre os 30 e 41 graus de latitude. Cresce até os 1 400 metros de altitude. Costuma ser encontrada em locais úmidos. Alcança dez metros de altura e um metro de diâmetro. A casca é cinza-escura e rugosa. As folhas são alternas, coriáceas, persistentes,
com a borda lisa ou dentada. As flores são hermafroditas. O cálice possui cinco sépalas e a corola possui cinco pétalas livres. O fruto é uma drupa esférica com 1-1,2 centímetros de diâmetro, púrpura quando madura. É uma árvore ornamental. Tolera bem geadas.